# Entocolax (alga)
Entocolax, taksonomski priznat monotipski rod crvenih algi nesigurnog položaja unutar razreda Florideophyceae. Jedina vrsta je parazitska alga E. naegelianus s tipskim lokalitetom u južnoj Africi